# Bill McGuffie
Bill McGuffie (* 11. Dezember 1927; † 22. März 1987) war ein britischer Easy-Listening- und Jazzpianist und Filmkomponist.
Bill McGuffie spielte in London in den frühen 1950er-Jahren u. a. mit Kenny Baker, Vic Ash, Ronnie Scott und Jack Parnell in den Melody Maker's All Stars, nachdem er 1953–55 zum besten Jazzpianisten des Landes gewählt worden war (Aufnahmen für Esquire Records). Um 1954 spielte er ein erstes Album unter eigenem Namen ein (West End Mood), gefolgt von dem Philips-Album Jazz with McGuffie (1955, mit Alan Metcalfe, Jack Collier und Jock Cummings), mit Jazzstandards wie Just One of Those Things, Sweet Georgia Brown, Yesterdays und Rose Room. In den späten 50ern spielte er außerdem mit George Chisholm & His Lollie Jazzmen (u. a. mit Kenny Ball), im folgenden Jahrzehnt mit Monica Zetterlund (Make Mine Swedish Style) und dem Benny Goodman Orchestra und Sextett, mit dem er in Skandinavien tourte. Unter eigenem Namen nahm er außerdem eine Reihe von Easy-Listening-LPs für Philips und Wing Records auf, wie Isn't It Romantic (1960), McGuffie Moods (1962) und Pianorama (1969).
In dieser Zeit betätigte er sich außerdem als Filmkomponist für Produktionen wie Daleks – Invasion Earth: 2150 A.D. (1964), Die Lederjungen oder Experiments (1972).
Anfang der 1970er-Jahre leitete er eine Bigband und legte eine LP mit Standards wie It's Easy to Remember vor. Im Bereich des Jazz war er zwischen 1953 und 1972 an 27 Aufnahmesessions beteiligt.

## Diskographische Hinweise
- Mademoiselle From Paris (Imperial, um 1956)
- Goodnight Sweetheart (Imperial)
- This Is Bill McGuffie (Philips, 1971)